# يمين موشيه

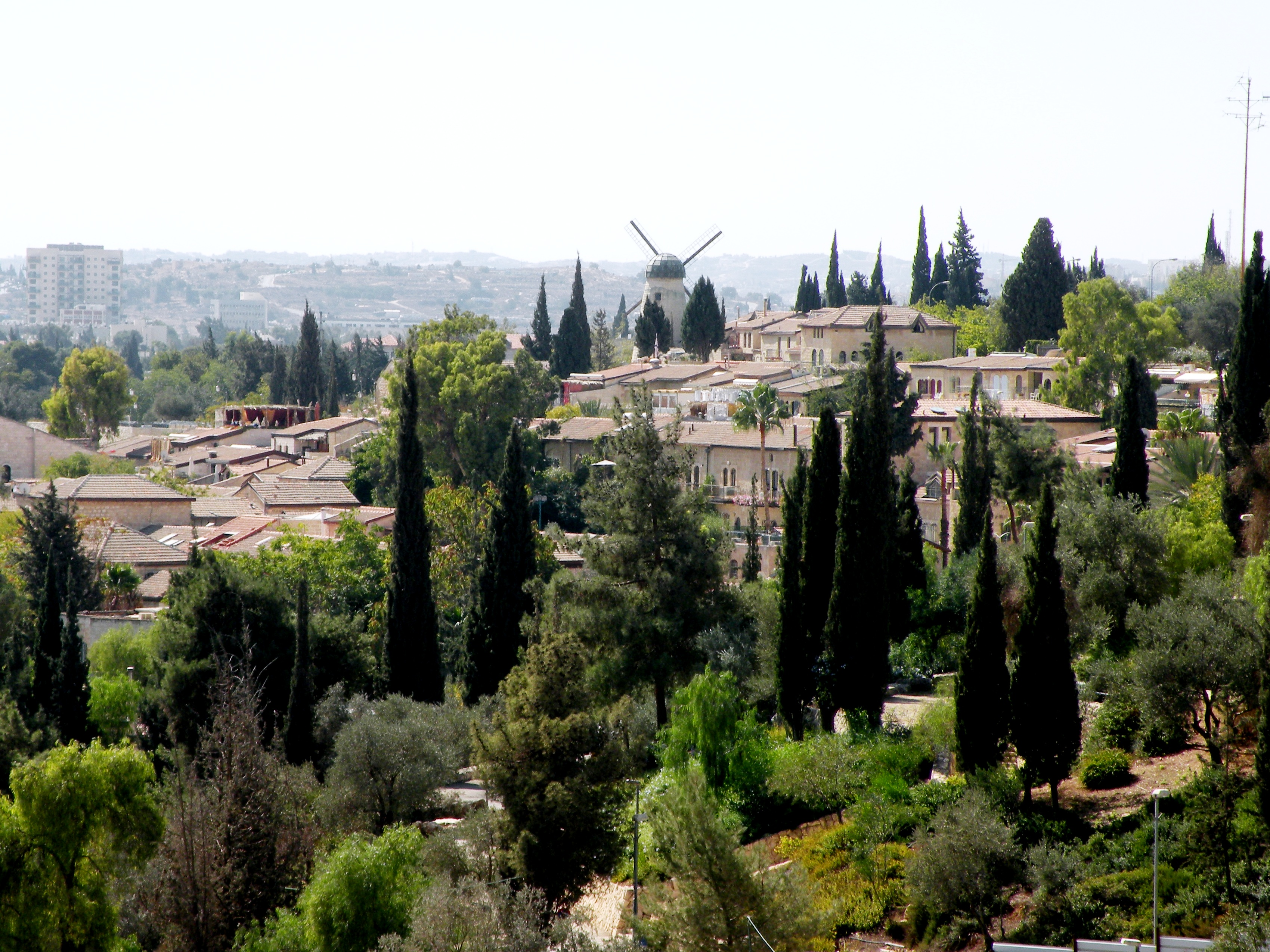
منظر ليمين موشيه.

يمين موشيه (بالعبرية: ימין משה) (نصب موسى التذكاري) هو حي تاريخي في القدس، يُطِل على البلدة القديمة.

## التاريخ

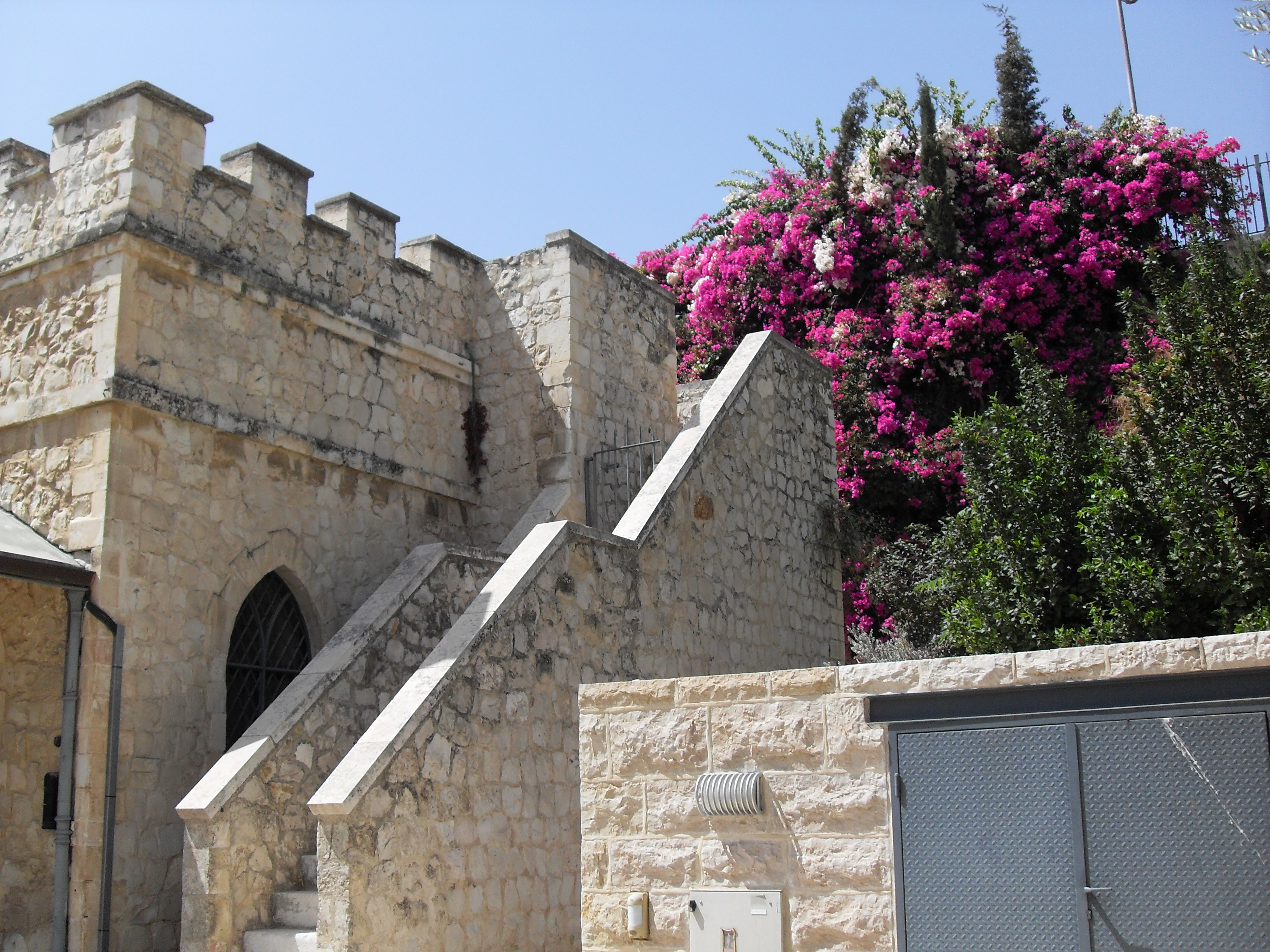
جهنمية في مشكنوت شعاننيم.

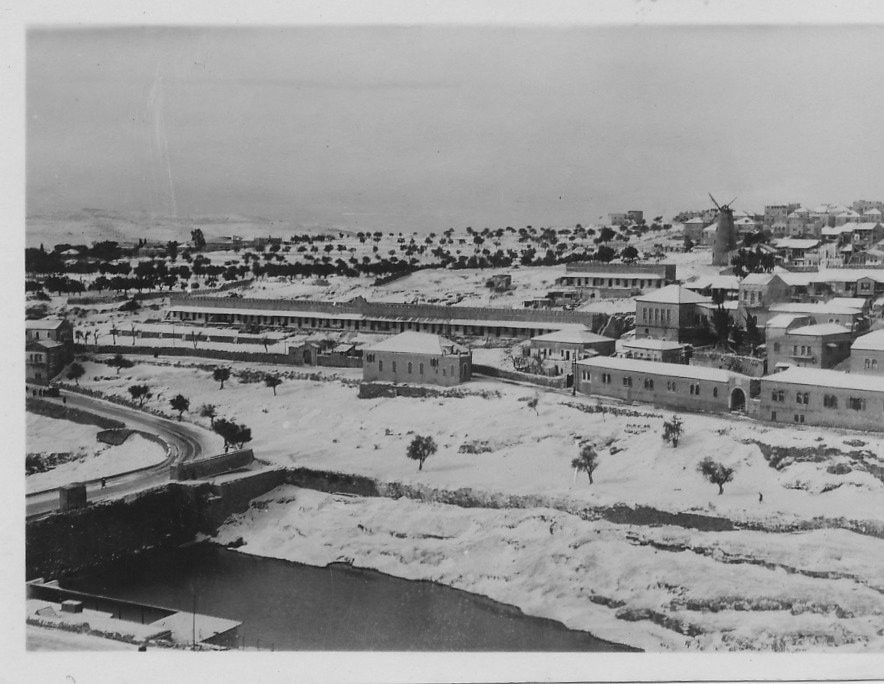
يمين موشيه مُغطى بالثلوج خلال العشرينيات.

تم تأسيس يمين موشيه بين عامي 1892-1894 بواسطة صندوق مونتيفيوري للأعمال الخيرية. يقع الحي خارج البلدة القديمة للقدس، وقد تم تصميمه كحل للاكتظاظ والظروف غير الصحية داخل أسوار البلدة القديمة. كان الصندوق يواصل العمل الذي قام به المصرفي البريطاني اليهودي موسى مونتيفيوري وكان الهدف من المشروع الجديد هو الاحتفال بالسنة السابعة على وفاته، والاحتفال بذكرى الاسم الأول لمونتيفيوري (موسى)، الذي ورد ذكره في سفر أشعياء 63:11–12.
تم شراء الأرض في عام 1855 من قبل مونتيفيوري بأموال من ملكية يهوذا تورو وأصبح يُعرف باسم كيرم موشيه فييهوديت وموسى وجوذيث مونتيفيوري، بعد مونتيفيوري وزوجته.
يتألف أول مشروع إسكان في الحي وهو «مشكنوت شعاننيم» من صفين من المباني. تم الانتهاء من أول منازله بحلول عام 1860 ويضم 28 شقة بغرفة واحدة ونصف. يحتوي المجمع أيضاً على خزان أرضي للمياه مُزوَّد بمضخة حديدية مستوردة من إنجلترا وميكفاه وفرن مشترك. كان عدد الناس المستعدين للعيش هناك قليلاً في ذلك الوقت بسبب موقعه خارج أسوار البلدة في منطقة مفتوحة أمام اللصوص العرب. بُنِيت المنازل الأصلية مع جدار حولها وبوابة مغلقة في الليل. كما بُنِي الصف الثاني من منازل مشكنوت شعاننيم في عام 1866 عندما انتشر وباء الكوليرا في البلدة القديمة. رفض بعض الناس الذين استقروا في الحي الجديد البقاء هناك ليلاً، ولكن في ذلك العام ارتفع الطلب على الشقق مع انتشار المرض.
تم بناء حي يمين موشيه عامي 1892-1894 على الأراضي المتبقية حول مشكنوت شعاننيم. وقَّع جوزيف سيباغ مونتفيوري وهو ابن شقيق موسى مونتيفيوري على اتفاقات سمحت بانطلاق مشروع بناء على أراضي كيرم موشيه فييهوديت.

### المعالم
ترك مونتيفيوري بصمة هامة على مشهد القدس ببناء طاحونة هوائية في عام 1857 على الأراضي التي أصبحت تُعرف فيما بعد اسم حي يمين موشيه. أصبحت الطاحونة الهوائية قيد العمل في عام 1860. وكانت الفكرة وراء ذلك هو تعويض الهالوكا أو الخيرية التي كان يعتمد عليها السكان. يعتقد مونتيفيوري أنه يمكن للمطحنة أن تُوفِّر لهم مصدر رزق ولكن تلك المطحنة اشتغلت لمدة 19 عاماً فقط.

## اليوم
يُعدُّ يمين موشيه الآن حياً راقياً مُحاطاً بحدائق مع إطلالة بانورامية على أسوار البلدة القديمة. حُوِّل المُجمَّع الأصلي للمباني إلى مركز ثقافي ودار ضيافة للكُتَّاب والمثقفين والموسيقيين. كما وردت الطاحونة الهوائية الشهيرة في الحي في اللوحات والأدب المُتعلق بالقدس ويُمثِّل التوسع اليهودي للمدينة تجاه الغرب.

## وصلات خارجية
- Photos of Yemin Moshe
- jerusalem.com - Mishkenot Sha'ananim & Yemin Moshe